# باتريك ريمي (متزحلق)
باتريك ريمي (بالفرنسية: Patrick Rémy)‏ هو متزحلق فرنسي، ولد في 27 أبريل 1965 في Gérardmer ‏ في فرنسا.

## وصلات خارجية
- باتريك ريمي على موقع الاتحاد الدولي للتزلج (التزلج الريفي) (الإنجليزية)
- باتريك ريمي على موقع أوليمبيديا (الإنجليزية)